# Halichondria tenebrica
Halichondria tenebrica är en svampdjursart som beskrevs av Carvalho och L. Hajdu 200. Halichondria tenebrica ingår i släktet Halichondria och familjen Halichondriidae. Inga underarter finns listade i Catalogue of Life.